# Everyman

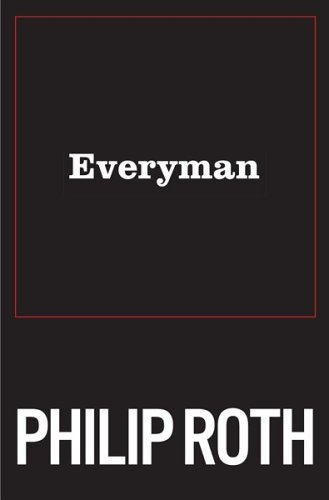
Titelseite der amerikanischen Erstausgabe von 2006

Everyman, deutsch Jedermann, ist ein im Jahr 2006 erschienener Roman des amerikanischen Schriftstellers Philip Roth.
Er schildert das Leben eines Familienvaters und erfolgreichen Art Directors, der während seiner unzähligen Krankenhausaufenthalte auf sein Leben zurückblickt und mit zunehmendem Alter seine Fehltritte im Angesicht der Vergänglichkeit zu bedauern beginnt. Wesentliche Aspekte des Lebens wie Familie, Zuneigung und das Gefühl der Geborgenheit gewinnen immer mehr an Bedeutung, während ihm die Zeit wie Sand zwischen den Fingern zerrinnt.

## Inhalt
Der aus einer jüdischen Familie stammende Protagonist, dessen Name dem Leser bis zum Ende des Romans unbekannt bleibt, scheint ein glückliches Leben zu führen. Doch weder die Liebe seiner Eltern, die Zuneigung seiner Familie noch seine Karriere als Art Director können ihn zufriedenstellen. Bald schon sieht er seine Ehe als Gefängniszelle und das Verlangen nach etwas Neuem und Attraktiverem lässt ihn fortan in einer Scheinwelt leben. Seine auf Lügen gegründete Existenz hat drei zerbrochene Ehen und den Hass seiner beiden Söhne zur Folge und entpuppt sich als wahrer Grund seiner Einsamkeit. Durch Malkurse in der Seniorenresidenz versucht er, dieses erdrückende Bewusstsein zu verdrängen, aber Krankheit und Verlust beginnen seinen Alltag immer mehr zu beherrschen und lassen ihn zerbrechlicher werden als je zuvor.

## Ausgaben
- Everyman. Houghton Mifflin, New York 2006. ISBN 1-4193-8723-5
- Jedermann.  Deutsch von Werner Schmitz. München, Wien 2006. ISBN 9783446208032

## Sekundärliteratur
- Victoria Aarons: Philip Roth's Everyman and the Ironies of Body and Spirit. In: Xavier Review 27:1, 2007, S. 116–127.
- Thomas Austenfeld: Only Sensations Remain: The Hypertrophy of the Aesthetic in Philip Roth's Everyman. In: Swiss Papers in English Language and Literature 20, 2007, S. 207–21. doi:10.5169/seals-100068
- Hana Wirth-Nesher: Everyman and Nemesis in Newark: Philip Roth, Hebrew, and. American Writing. In: Jane Roberts und Trudy L. Darby (Hrsg.): English Without Boundaries: Reading English from China to Canada. Cambridge Scholars Publishing, Newcastle 2017, S. 168–177.